# 宋文中
宋文中（1929年—2003年），河北玉田人，中国人民解放军将领、中国人民解放军中将。
1993年，授予中国人民解放军中将，曾任军事科学院副院长。